# Alexander Baccarcich von Nagy-Écs
Alexander Ritter Baccarcich von Nagy-Écs, madžarski general, * 19. januar 1828, † 6. maj 1904.

## Življenjepis
1. januarja 1899 je bil upokojen in hkrati povišan v častnega generala konjenice.

## Pregled vojaške kariere
Napredovanja
- generalmajor: 1. november 1886 (retroaktivno z dnem 24. oktobrom 1886)
- podmaršal: 1. maj 1892 (retroaktivno z dnem 27. aprilom 1892)
- general konjenice: 1. januar 1899